# Berg (Ravensburgi járás)
Berg település Németországban, azon belül Baden-Württembergben. Lakosainak száma 4588 fő (2023. december 31.).

## Népesség
A település népessége az elmúlt években az alábbi módon változott:
| Lakosok száma | 2039 | 2517 | 2957 | 3400 | 3669 | 3741 | 3793 | 3844 | 4043 | 4588 |
|               | 1961 | 1967 | 1974 | 1980 | 1987 | 1993 | 2000 | 2006 | 2013 | 2023 |